# Lilium grayi
Lilium grayi ist eine Pflanzenart aus der Gattung der Lilien (Lilium) in der Sektion Pseudolirium (Amerikanische Sektion). In den Vereinigten Staaten ist die Art unter dem Namen Gray’s lily bekannt. Sie ist nach ihrem Entdecker Asa Gray, einem US-amerikanischen Botaniker, benannt.

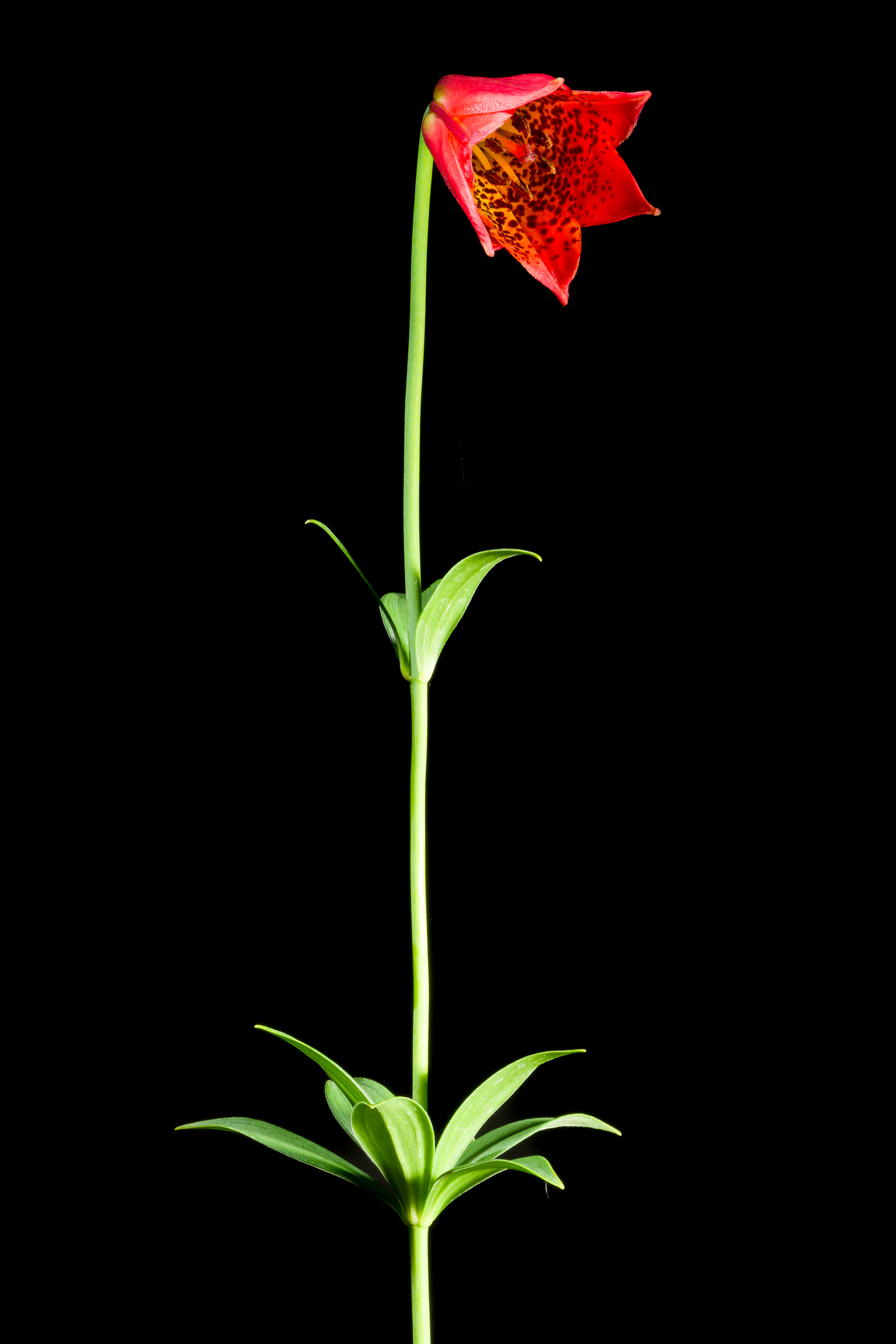
Lilium grayi

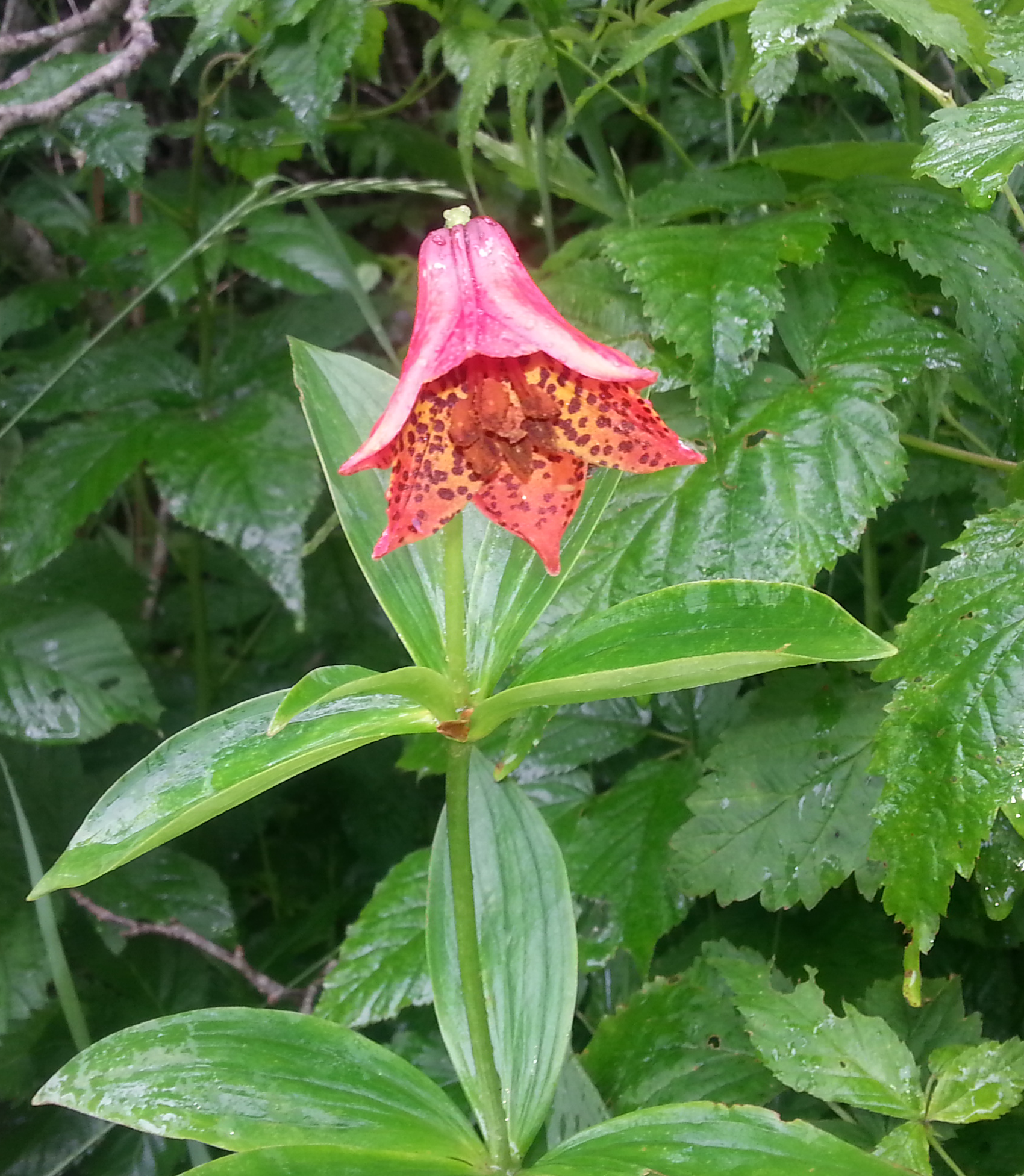
Lilium grayi

## Merkmale
Lilium grayi ist eine ausdauernde, krautige Pflanze. Sie erreicht Wuchshöhen bis zu 130 Zentimetern. Sie keimt verzögert-hypogäisch. In den ersten zwei Jahren nach der Keimung blüht Lilium grayi noch nicht; in dieser Zeit wird die Zwiebel aufgebaut. Üblicherweise blüht sie erstmals im dritten Jahr. Die DNA der Art ist auf 2n = 24 Chromosomen verteilt.

### Zwiebel
Die Zwiebeln sind Verdickungen an unverzweigten rhizomatischen Strukturen, die 2,2 bis 2,6 Zentimeter hoch und 3,8 bis 5 Zentimeter lang werden. Das Rhizom wird dabei höchstens zweimal länger als hoch. Die Zwiebeln sind, wie für Lilien typisch, aus zahlreichen, gelblich-weißen Schuppen zusammengesetzt, die aus bis zu zwei Segmenten bestehen. Die längsten Schuppen werden 0,9 bis 2,2 Zentimeter lang. Zwischen den eigentlichen Zwiebeln befinden sich unsegmentierte Rhizomstränge. Die Wurzeln sind Adventivwurzeln, die zum Teil direkt aus der Sprossachse entspringen.

### Blätter
Kurz nach dem Austrieb des Sprosses aus der Zwiebel liegen die Blätter in der Knospe dicht zusammengedrängt über Kreuz und geben der Knospe eine rundliche Form. Nach dem Auswachsen ist die Sprossachse aufrecht und glatt. Die Blattstellung ist quirlig oder teilquirlig in drei bis fünf Quirlen aus je drei bis zwölf Blättern. Die Laubblätter stehen horizontal oder leicht nach oben gebogen, sie werden zur Spitze hin lappig und sind dadurch leicht nach unten gebogen. Die Blattform ist elliptisch oder schmalelliptisch bis lanzettlich. Die Blätter werden etwa 1,5 bis 3,6 Zentimeter breit und 4,1 bis 12,7 Zentimeter lang, maximal sind sie fünfmal länger als breit.
Die Blattränder sind nicht gewellt, die Spreite ist an der Spitze scharf, bei den distalen Blättern weniger scharf.
Die Hauptadern laufen längs und parallel zueinander (Paralleladerung). Abaxial, also zum Blattrand hin, und vor allem zur Sprossachse hin ist die Epidermis über den Blattadern spürbar rauer. Die Blattoberfläche ist hier mit winzigen kantigen Trichomnadeln überzogen.

### Blüten und Früchte
Die Pflanze blüht von Ende Juni bis Mitte Juli mit ein bis neun, in Kultur auch über zwanzig, nickenden, gestielten Blüten in einer großen Rispe. Die Blütenstiele sind zwischen 2,6 und 6,5 Zentimeter lang. Die Blütenhülle ist glockenförmig und duftet nicht. Die Blüten sind dreizählig und zwittrig, die sechs Blütenhüllblätter (Tepalen) sind gleichgestaltet. Sie sind nur leicht umgebogen, mindestens die basalen zwei Drittel der Hüllblattlänge sind dabei gerade, erst danach beginnt die Biegung. Die Farbe der Blüten ändert sich von gelb-orange proximal (an der Basis) bis zu dunkelrot distal (an den Blütenspitzen), sie sind dicht übersät mit dunkelroten Sprenkeln. Die Tepalen sind zwischen 3,1 und 5,6 Zentimeter lang und 1,2 bis 2 Zentimeter breit.
Jede Blüte trägt sechs Staubblätter. Die Staubfäden (Filamente) sind rot. Sie laufen fast parallel zum Griffel der drei verwachsenen Fruchtblätter und sind ganz leicht zwischen 3° und maximal 9° nach außen gebogen. Die Staubbeutel (Antheren) sind magentafarben und zwischen 4 Millimeter und 1,2 Zentimeter lang. Die Pollen sind rostbraun. Der Stempel ist 2,4 bis 3,8 Zentimeter lang, der Fruchtknoten ist oberständig. Die Narbe ist 0,8 bis 1,7 Zentimeter groß.
Nach der Blüte bilden sich 2,1 bis 3,7 Zentimeter lange und zwischen 1,5 und 2,1 Zentimeter breite Kapselfrüchte. Sie sind zwischen 1,5- und 2,1-mal länger als breit.

## Verbreitung, Habitate, Bestände und Schutz

### Verbreitung
Lilium grayi ist in einem sehr kleinen Areal endemisch. Unvermischte, das heißt nicht hybridisierte Bestände der Art finden sich nur noch im Roan-Mountain-Massiv in North Carolina und Tennessee, wo die Art auch 1840 entdeckt wurde. Die natürliche Hybride Lilium × pseudograyi findet sich auch in kleinen Beständen in den höheren Lagen der Blue Ridge Mountains, einschließlich des Grandfather Mountain in North Carolina und Mount Rogers und Whitetop Mountain in Virginia.
Der Bestand ist stark rückläufig. In North Carolina gab es im Jahr 2000 nur noch 61 Bestände, von denen einige aber nur noch aus fünf bis zehn Einzelpflanzen bestehen. In Tennessee gibt es nur noch in einem einzigen County kleine Bestände.

### Habitate
Lilium grayi braucht einen sehr feuchten Boden und wächst bevorzugt in Sümpfen oder auf Waldwiesen. Sie benötigt einen sauren Boden, gerne auf Sandsteingrund. Der bevorzugte natürliche Standort ist vollsonnig und nicht beschattet.
Sie tritt in Wäldern auf, die vor allem von der Amerikanischen Rot-Fichte (Picea rubens) und der Fraser-Tanne (Abies fraseri) dominiert werden, und ist in Höhenlagen von 1200 bis 1900 Metern zu finden. Die Hybride Lilium × pseudograyi findet sich auch auf Höhenlagen bis zu 900 Metern.

### Bestände
Die größte Gefahr für die Bestände geht von Pilzerkrankungen, ähnlich der Anthraknose aus. Pilze der Gattungen Colletotrichum, Botrytis und Alternaria befallen die Lilie. Dabei scheint einem Befall durch Botrytis oder Alternaria aber immer eine Colletotrichum-Infektion vorauszugehen.
Eine andere Gefahr ist die verstärkte Beweidung der Bergwiesen durch Vieh und die Zunahme von Kaninchen und Wildschweinen in der Region. Wie bei vielen anderen bedrohten Spezies ist auch bei Lilium grayi die Vernichtung von Lebensräumen durch den Menschen und das illegale Sammeln der Pflanzen für die Bestandsrückgänge mitverantwortlich.

### Schutz
Die Art steht auf der Kandidatenliste für die Endangered Species list des United States Fish and Wildlife Service. Im Staat Tennessee wird die Art seit 1986 als akut vom Aussterben bedroht (S1) geführt, in Virginia gelten die Bestände seit 1991 als kritisch (S2). Um die Art zumindest ex situ erhalten zu können, wurde vorgeschlagen, von allen natürlichen Beständen Samen zu sammeln und sie zu konservieren.

## Ökologie
Lilium grayi ist bezüglich ihrer Bestäubung hochspezialisiert. Durch ihre besondere Blütenform kann sie ausschließlich von Rubinkehlkolibris (Archilochus colubris) bestäubt werden. Einzig einige Edelfalter (Nymphalidae) der Gattung Speyeria sind noch in der Lage, den Nektar der Blüten aufzunehmen, dabei werden die Pflanzen aber nicht zuverlässig bestäubt.
Die Ähnlichkeit der Blütenmorphologie zu Lilium bolanderi und Lilium maritimum des amerikanischen Westens ist bemerkenswert. Da diese Morphologie unabhängig voneinander erworben wurde, spricht dies für einen hohen Selektionsdruck bei der Bestäubung durch Kolibris (Trochilidae) für diese Arten.

### Hybriden
Lilium grayi ist nah mit der Kanada-Lilie verwandt, mit der sie in der Natur manchmal Hybriden ausbildet, William Bywater Grove beschrieb diese Hybriden als Lilium × pseudograyi. Der Habitus entspricht auch einer Mischung der beiden Eltern, in fast allen Maßen liegt sie im Bereich zwischen den Arten.
Im Gartenbau ist die Art nur sehr selten für Züchtungen herangezogen worden. In Gärten ist sie eine Rarität und außerhalb der Vereinigten Staaten so gut wie nicht zu finden.

## Botanische Geschichte
Lilium grayi wurde 1840 von Asa Gray entdeckt, aber erst 1879 von Sereno Watson in Proceedings of the American Academy of Arts and Sciences Band 14 Seite 256 erstbeschrieben, der sie nach ihrem Entdecker Asa Gray benannte. 1888 wurde sie erstmals von Harlan Kelsey kultiviert. 1934 fand Lilium grayi Beachtung, als sie den Award of Merit der englischen Royal Horticultural Society gewann.

### Systematik
Harold Frederick Comber stellte die Art 1949 in seiner klassischen, wenngleich mittlerweile veralteten Systematik mit Lilium canadense, Lilium iridollae, Lilium michiganense, Lilium michauxii, Lilium superbum und Lilium pyrophilum in eine Untersektion. Mit der Kanada-Lilie (Lilium canadense) kann sie hybridisieren, was als Indiz für eine sehr nahe Verwandtschaft gewertet werden kann. Bei molekulargenetischen Untersuchungen wurde Lilium grayi bisher nicht berücksichtigt.